# 小米商馆

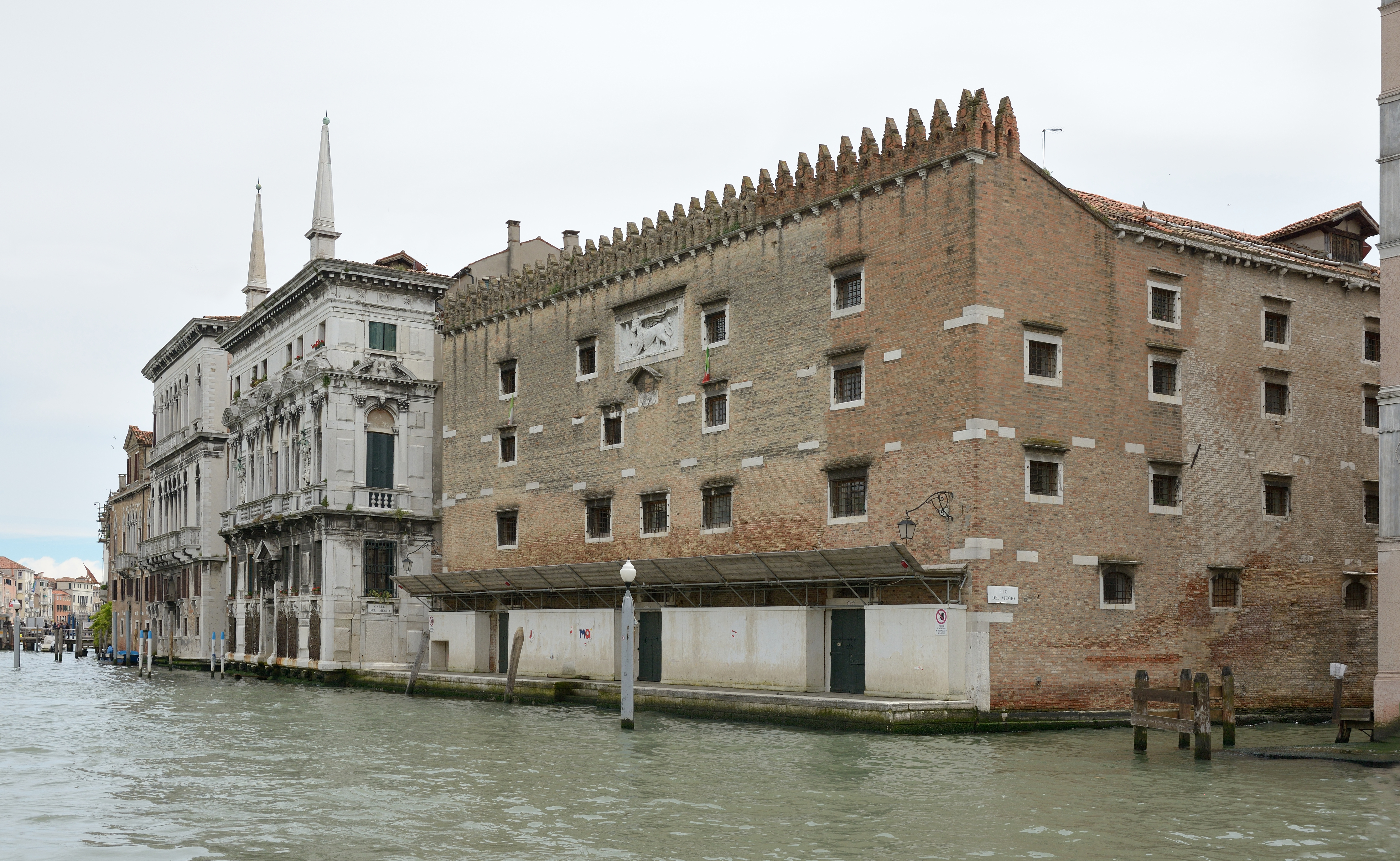
立面

小米商馆（威尼斯语, Fondaco del Megio，Fontego）是意大利威尼斯的一座宫殿，位于圣十字区（Santa Croce），靠近贝洛尼·巴塔吉亚宫（Palazzo Belloni Battagia）和土耳其商馆（Fondaco dei Turchi）,它面临威尼斯大运河，对岸是卡纳雷吉欧区的圣茂古拉堂（San Marcuola）。
它建于13世纪，是一个粮仓，后来用来存储小米，直到1797年威尼斯共和国覆灭。目前这里开设一所小学。
这座宫殿是砖砌的。底楼有三个入口和十三个小窗户。顶部装饰有一排城齿（merlon），以及威尼斯共和国的每一个公共建筑上都安放的圣马可飞狮。